# NGC 824
NGC 824 este o galaxie activă situată în constelația Cuptorul. A fost descoperită în 29 noiembrie 1837 de către John Herschel. Se află la o distanță de 78,94 de megaparseci de Pământ.